# Avro Manhattan
Avro Manhattan (1914-1990) foi um autor cujos trabalhos foram especialmente críticos com a Igreja Católica, mas bem também escreveu sobre outros temas. Editou vários trabalhos sobre o papel que, segundo ele, tem a Santa Sé na política mundial.

## Vida
Nascido en Milão, Itália, de pais de origens estadunidense e suíça/holandesa, Manhattan recebeu educação na Sorbonne e na London School of Economics.[carece de fontes?]
Durante a segunda guerra mundial, Manhattan foi preso por negar-se a servir no exército de Mussolini. Mais tarde durante a guerra, pôs a funcionar uma emissora de rádio chamada "Rádio Liberdade", transmitindo às nações ocupadas pelo Eixo.[carece de fontes?] Posteriormente foi nomeado um cavaleiro da Ordem de Malta.

## Obras Literárias
- Latin America and the Vatican (A América Latina e o Vaticano), C. A. Watts, 1946.
- The Catholic Church Against the Twentieth Century  (A Igreja Católica Contra o Século XX), C. A. Watts, 1947, com a segunda edição em 1948.
- The Vatican in Asia  (O Vaticano na Ásia), C. A. Watts, 1948.
- Religion in Russia (A Religião na Rússia), C.A. Watts, 1948.
- The Vatican in World Politics (O Vaticano na Política Mundial), Gaer Associates, 1949.
- Catholic Imperialism and World Freedom (O Imperialismo Católico e a Liberdade Mundial), C. A. Watts, 1952. Reimpresso pela Ayer Co., 1972, e em segunda edição pela C. A. Watts, em 1959.
- Terror Over Iugoslavia (Terror Sobre a Iugoslávia).
- The Dollar and the Vatican (O Dólar e o Vaticano), Pioneer Press, 1956, terceira edição, 1957.
- Vatican Imperialism in the Twentieth Century (O Imperialismo do Vaticano no Século XX), Zondervan, 1965.
- Catholic Power Today (O Poder Católico Hoje), Lyle Stuart, 1967.
- Catholic Terror in Ireland (O Terror Católico na Irlanda),Paravision Publications, 1971, Quarta edição, Attic Press, 1972.
- The Vatican Billions: Two Thousand Years of Wealth Accumulation -  (Os Bilhões do Vaticano - 2.000 anos de Acumulação de Riqueza), Attica Pressa, 1972.
- The Vatican Moscow Alliance: A Dangerous New Partnership (A Aliança Vaticano-Moscou: Uma Nova Perigosa Parceria), Ralston-Pilot, 1981.
- The Vatican-Moscow-Washington Alliance  (A Aliança Vaticano-Moscou-Washington), revelações chocantes da nova e perigosa parceria, Chick Publications, 1982, quinta edição, 1986.
- The Vatican Billions (Os Bilhões do Vaticano) De César à Era Espacial, Chick Publications, 1983.
- Vietnam: Why Did We Go? (Vietnã: Por que Fomos?) A chocante história do papel desempenhado pela Igreja Católica no sentido de deflagrar a Guerra do Vietnã. Chick Publications, 1984, Quarta edição, 1986.
- Murder in the Vatican (Assassinato no Vaticano), Ozark Mountain Publications, 1986.
- The Vatican's Holocaust([[O Holocausto do Vaticano]]), a chocante narração do mais horrendo de todos os massacres do Século XX, Ozark Publications, 1986